# Just Add Magic
Just Add Magic, ou La Magie en plus au Québec, est une série télévisée américaine en 61 épisodes de 30 minutes environ développée par Joanna Lewis et Kristine Songco, basée sur le livre du même nom de Cindy Callaghan, produite par Amazon Studios et diffusée du 15 janvier 2015 au 25 octobre 2019 sur Amazon Video.
Une cinquième saison de dix épisodes intitulée Mystery City avec une distribution renouvelée, a été mise en ligne le 17 janvier 2020.
Au Québec, elle est diffusée depuis le 11 mars 2019 sur Yoopa. la saison 5 de Just Add Magic, apparaitra peut être un jour. 

## Synopsis
Saison 1
Après être tombées sur un mystérieux livre de cuisine, Darbie, Kelly et Hannah, réalisent que les recettes sont magiques. En utilisant ces recettes pour libérer la grand-mère de Kelly d'une malédiction, elles découvrent d'autres indices qui entourent le secret du livre mais apprennent que chaque recette à un prix.
Saison 2
Le triple gâteau du dernier assaut de Kelly, Darbie et Hannah a rompu tous les charmes pesant sur la ville : grand-mère Quinn est redevenue normale mais un vieil ennemi est de retour : Chuck, un adolescent porté disparu depuis 50 ans. Au fil de leur enquête, les filles découvrent qu'il n'est pas seulement chahuteur mais est capable de choses bien plus graves qu'il n'y paraît. 
Saison 3
Darbie, Kelly et Hanna sombrent dans un mystère quand le sac à dos de Kelly disparaît avec le livre de cuisine et les épices. Après avoir découvert que le coupable est un mystérieux protecteur des années 90, le cabinet de Mama P est détruit et les souvenirs de magie de tout le monde sont effacés. Le trio doit identifier les autres protecteurs avant que la magie soit perdue à jamais.
Saison 4
Les plantes ont envahi la ville et un mystérieux voleur d'épices fait son apparition. Les filles arriveront-elles à l'empêcher de nuire alors que personne à part elles ne se souvient de la magie ? Elles vont devoir être plus unies que jamais.

## Distribution

### Acteurs principaux
- Olivia Sanabia (de) (VF : Kaycie Chase) : Kelly Quinn
- Abby Donnelly (de) (VF : Claire Baradat) : Darbie O'Brien
- Aubrey K. Miller (VF : Karine Foviau) : Hannah  Parker-Kent
- Judah Bellamy (VF : Oscar Douieb) : Jake Williams
- Catia Ojeda (VF : Sabeline Amaury) : Terri Quinn
- Andrew Burlinson (VF : François Delaive) : Scott Quinn
- Dee Wallace (VF : Anne Plumet) : Rebecca « Becky » Quinn
- Amy Hill (VF : Sylvie Genty) : Ida « Mama P » Perez
- Ellen Karsten (VF : Annie Balestra) : Gina Silvers

 Source et légende : version française (VF) sur RS Doublage

## Production
Le pilote a été mis en ligne le 15 janvier 2015, et les douze épisodes suivants un an plus tard, le 14 janvier 2016.
Le 8 juin 2016, la série est renouvelée pour une deuxième saison, séparée en deux parties. Un spécial Halloween a été mis en ligne le 14 octobre 2016. Douze épisodes ont été mis en ligne le 12 janvier 2017, et treize autres le 19 janvier 2018.
La troisième saison de onze épisodes a été mise en ligne le 1er février 2019, et la quatrième saison le 25 octobre 2019.

## Épisodes

### Première saison (2015-2016)
1. Et un soupçon de magie
2. Et un soupçon d’intelligence
3. Et une pincée de chien
4. Et une pincée de maman
5. Et un soupçon de Jake
6. Et une dose d'anniversaire
7. Et un soupçon de Mama P
8. Une dose de Trudith…
9. Et une pincée de rattrapage
10. Et une cuillerée de souvenir
11. Et un soupçon de camping
12. Et une dose de prucots - partie 1
13. Et une dose de prucots - partie 2

### Deuxième saison (2016-2017)
1. Une dose d'Halloween
2. Une bouffée d'été
3. Et un soupçon de Chuck
4. Un peu de 1965
5. Un zeste de vérité
6. Une cuillerée d'huile de coude
7. Et ajouter 8529
8. Une grande rasade de force
9. Mettre à feu vif
10. Une pincée d’improvisation
11. Et un nuage de secret
12. Et une pointe de Morbium
13. Quelques gouttes de rose

#### Troisième saison (2017-2018)
1. Enquête et disparition
2. Mais qui est RJ ?
3. Un soupçon de malice
4. Au fil du temps
5. Une dose de pensées
6. Une dose d’intérêt
7. Une pointe de contagion
8. Un soupçon d’amitié
9. Une pincée de clone
10. Entre nos murs
11. Un nuage de trahison
12. Un zeste d'indices
13. Renaître de ses cendres

### Quatrième saison (2018-2019)
1. Un soupçon de Becky
2. Une dose de plante
3. Un soupçon de code
4. Dire ou ne pas dire
5. Et une pincée de moisissure
6. Et une dose de lendemain
7. En soupçon d'espionnage
8. Une touche de karma
9. Et une pincée de surprise
10. Un soupçon de Kelly
11. Et une dose d'au revoir
12. Et une pincée de protecteurs

## Série dérivée:Mystery City

### Distribution
- Jolie Hoang-Rappaport (VF : Corinne Martin) : Zoe
- Tyler Sanders (VF : Fanny Bloc) : Leo
- Jenna Qureshi (VF : Adeline Chetail) : Ish/Ishita
- Matt Dellapina (VF : Nessym Guetat) : Nick Sellitti
- Tess Paras (VF : Fily Keita) : Erin Chua
- James Urbaniak (VF : Guillaume Lebon) : Pierce Hamilton
- Casey Simpson (VF : Marie Facundo) : Cody Hamilton
- Sydney Taylor (VF : Justine Berger) : Lexi Hamilton
- Shane Harper (VF : Martin Faliu) : Ian Maddox

 Source et légende : version française (VF) sur RS Doublage et Doublage Séries Database

### Épisodes
1. Un soupçon d'opposition
2. Pour quelques données de plus
3. Un soupçon de Papa
4. Une pièce de plus
5. Une dose de volume
6. Un soupçon d'âge adulte
7. Une dose d’anticipation
8. Une touche de couleur
9. Un soupçon de gaufre
10. Un soupçon de fin